# ستالينغراد (مترو باريس)
ستالينغراد (بالفرنسية: Stalingrad)‏ هي محطة مترو تابعة لمترو باريس تقع في فرنسا في الدائرة العاشرة في باريس.[بحاجة لمصدر]

## معرض صور

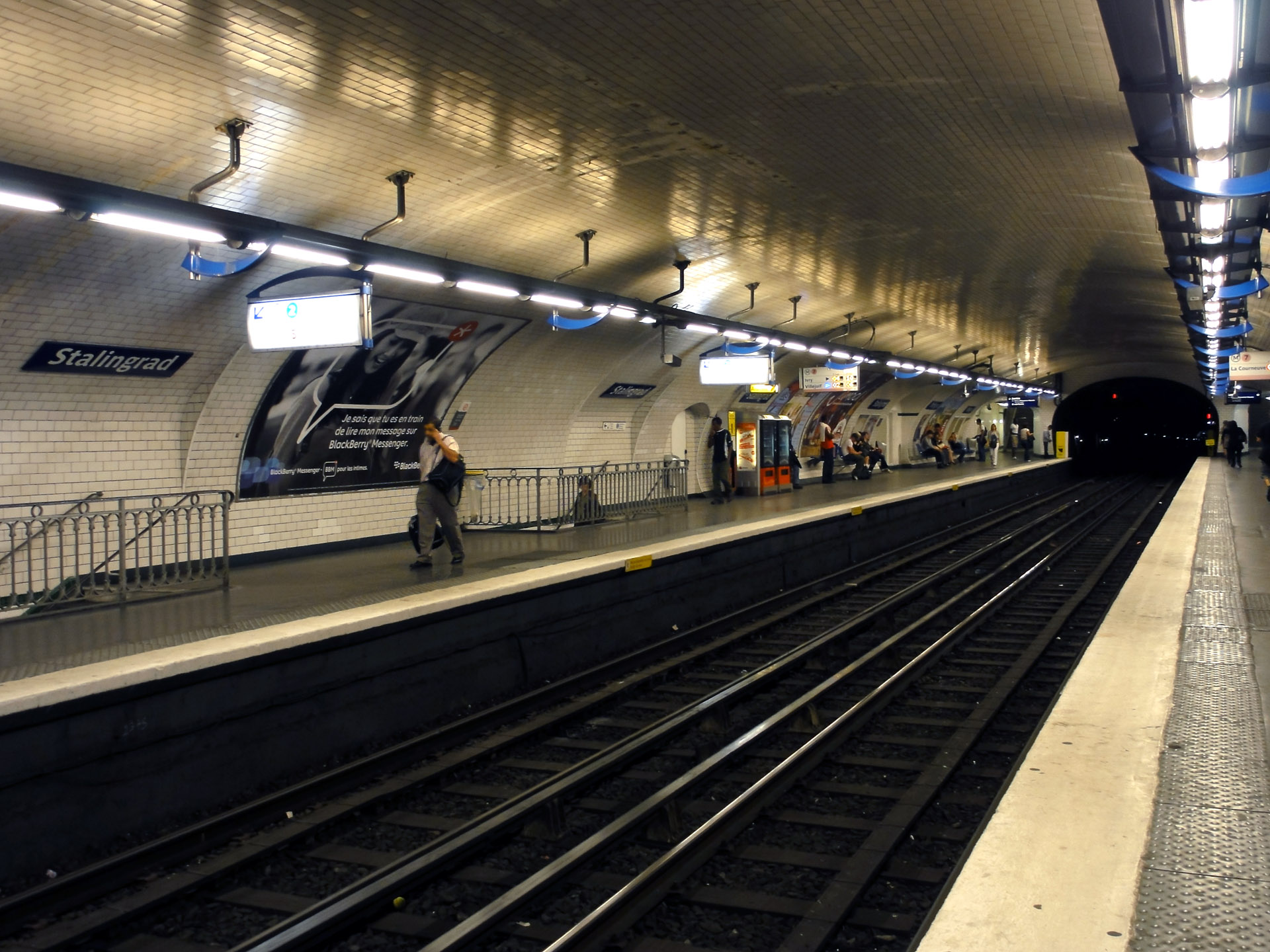
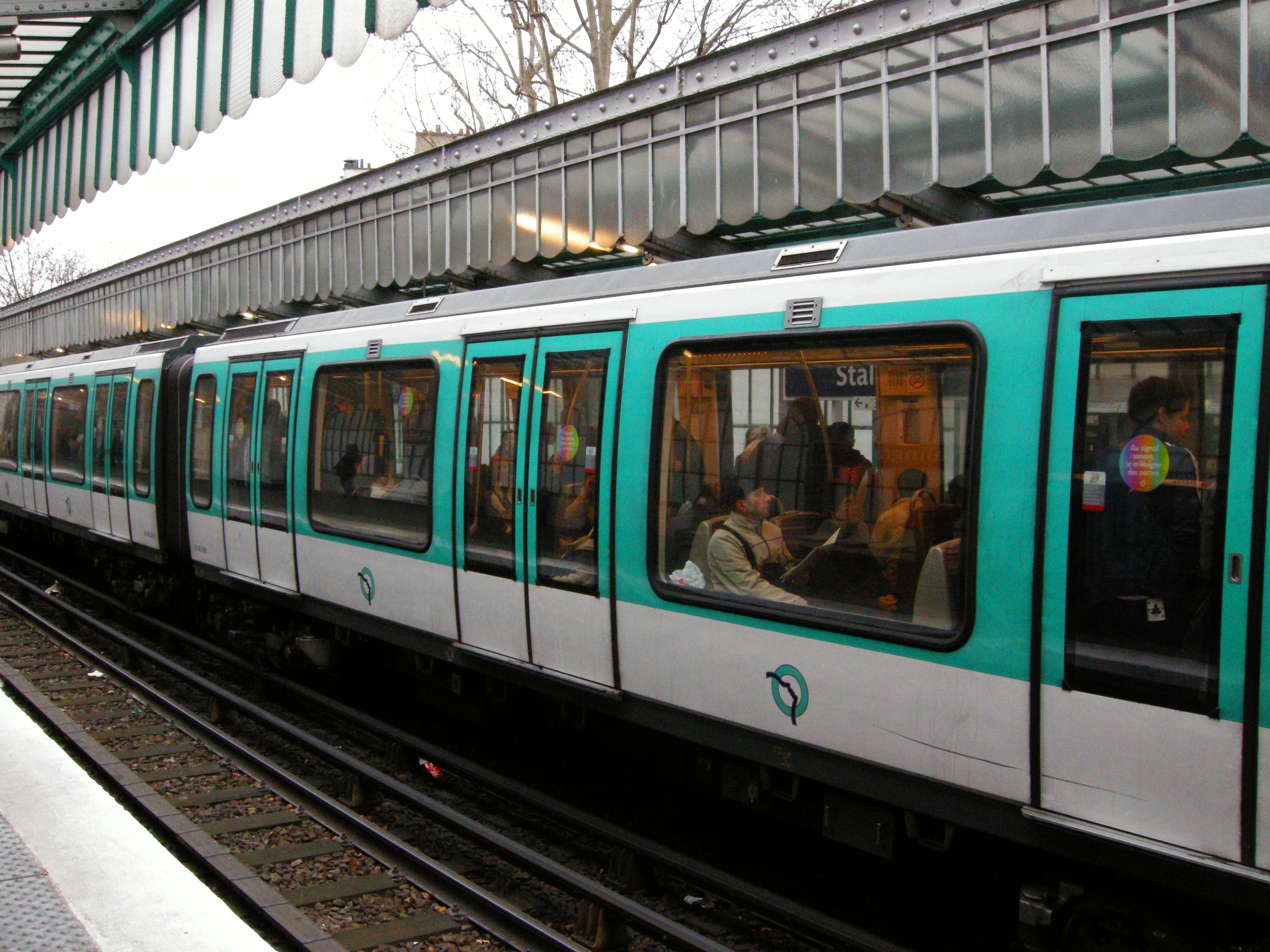
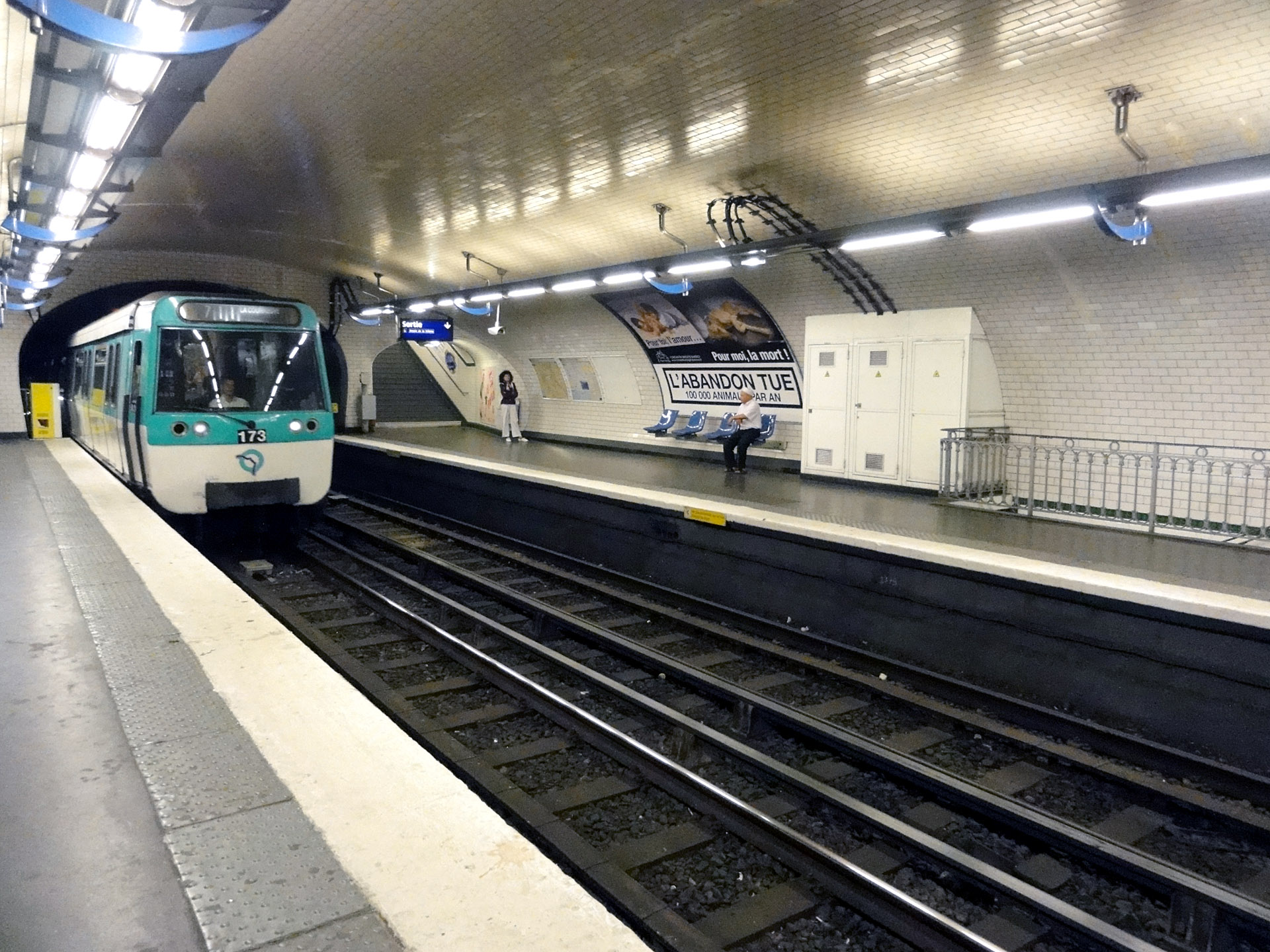
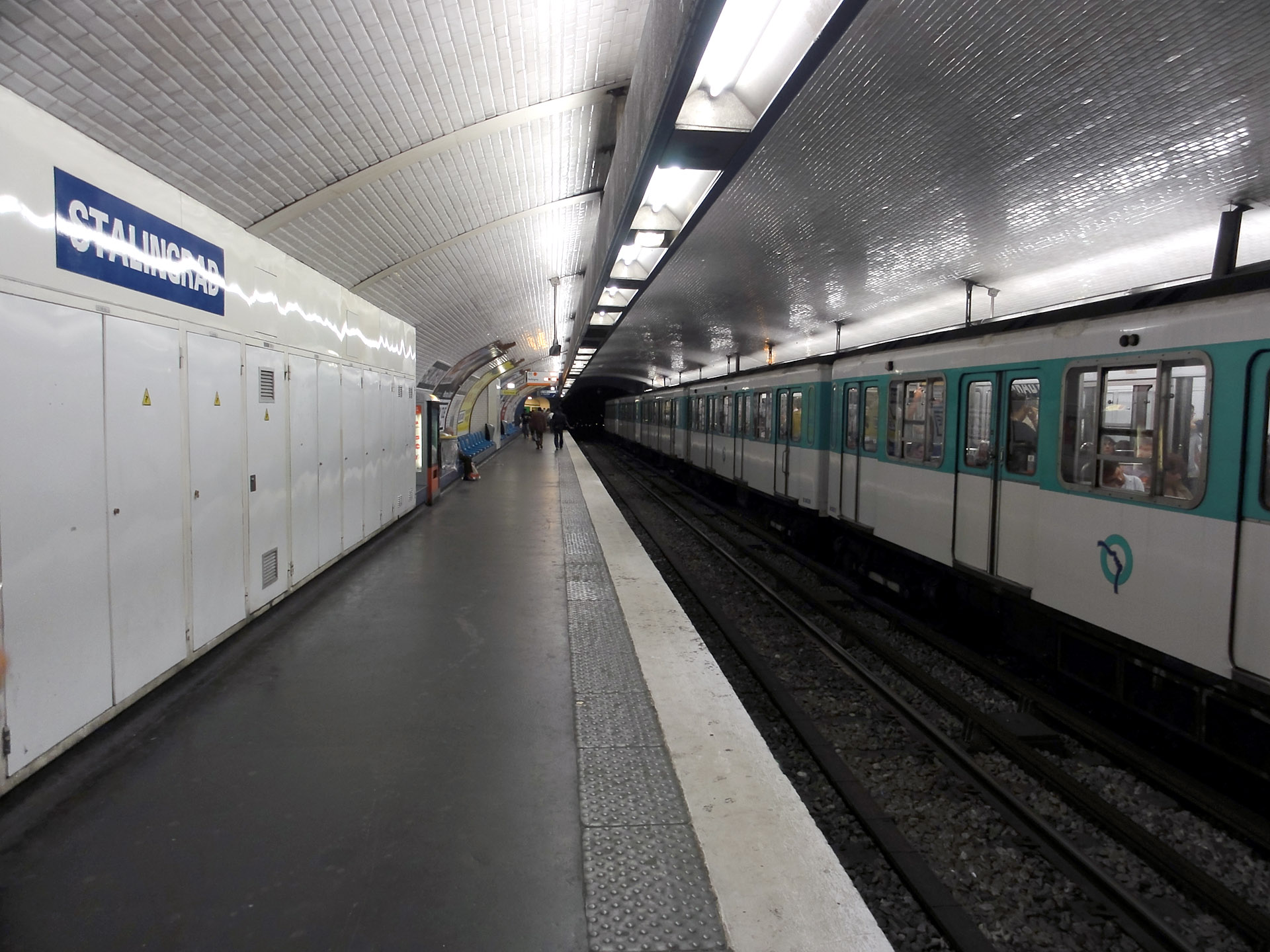
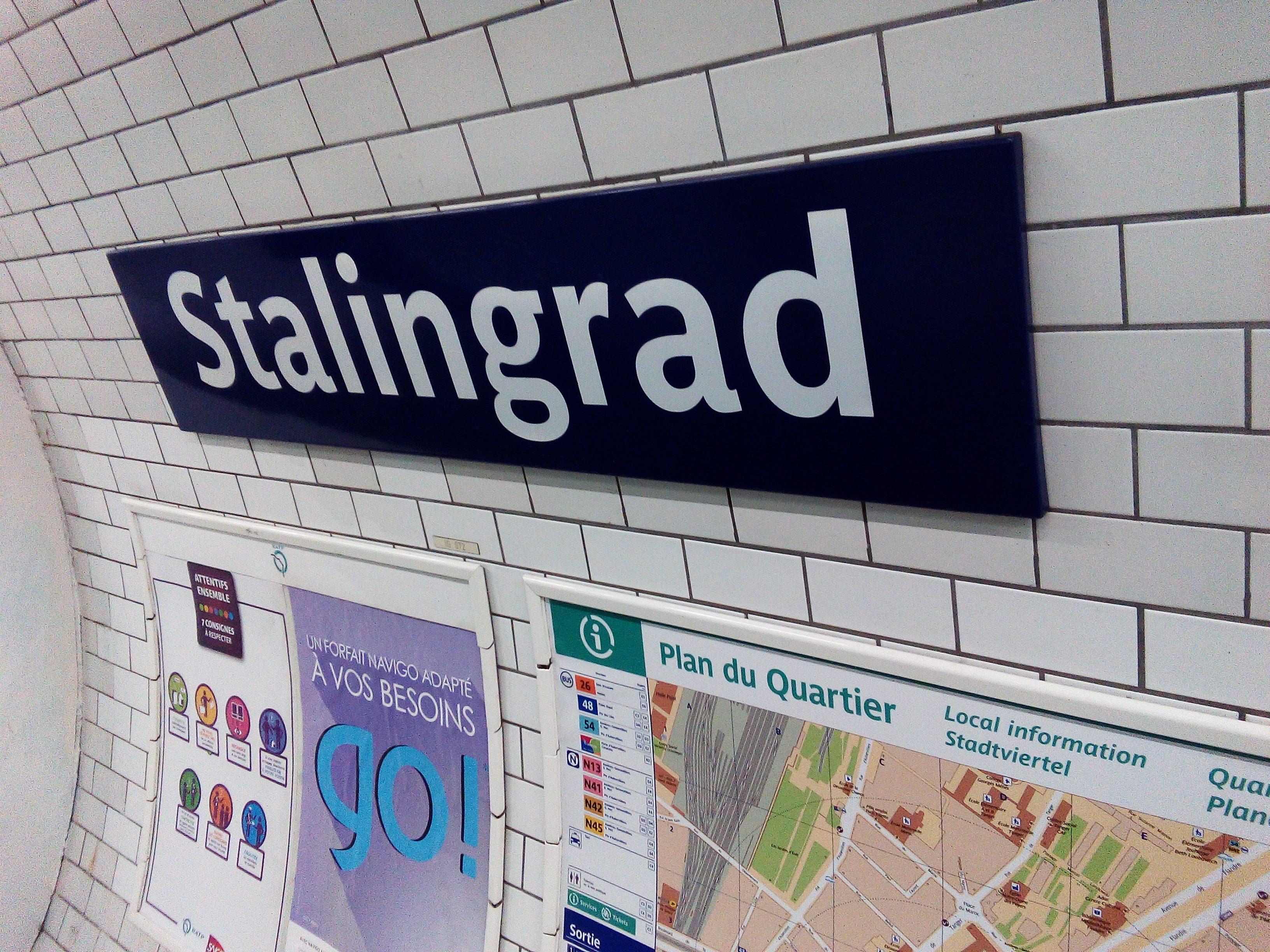